# Alyssa Sutherland
Alyssa Sutherland, född 23 september 1982 i Brisbane, Queensland, Australien, är en australisk skådespelerska och fotomodell. Hon är främst känd för sin roll som Ellie i Evil Dead Rise, den femte filmen i Evil Dead-serien.

## Tidigt liv
Sutherland föddes i Brisbane, Australien och har skotskt påbrå från klanen Sutherland(en).

## Karriär

### Modell
Alyssa Sutherlands modellkarriär började 1997 när hon vann tävlingen Bonne Belle Model Search, arrangerad av den australiska tidningen Girlfriend. Efter segern skrev hon kontrakt med Vogue Australia. Hon har arbetat som modell för stora modehus som Bulgari, Ralph Lauren och Calvin Klein, samt prytt omslaget till Vogue, Harper’s Bazaar och Elle. År 2007 blev hon ansiktet utåt för Cadburys återlansering av deras klassiska Flake-reklam. Senare har hon uttryckt kritik mot modeindustrins orealistiska skönhetsideal och strikta storlekskrav.

### Skådespelare
Sutherlands skådespelarkarriär inkluderar roller i filmer som Djävulen bär Prada, Day on Fire(en) och Bedragaren. År 2021 fick hon rollen som Ellie i Evil Dead Rise, där hennes karaktär förvandlas till den besatta varelsen "The Marauder". Hon har även medverkat i bland annat TV-serierna New Amsterdam, Vikings, The Mist(en), Timeless(en) och New Gold Mountain(en).

## Privatliv
År 2012 gifte hon sig med Laurence Shanet. Paret skilde sig 2013.[källa behövs]